# Seize the Light
Singles de Globe
Over the Rainbow
(2002) Get It on Now
(2003)
Singles par Globe vs Push
Dreams From Above
(2002) Tranceformation
(2002)
Seize the Light (titré en minuscules : seize the light) est le 28e single de Globe.

## Présentation
Le single, coécrit, cocomposé et produit par Tetsuya Komuro, sort le 27 novembre 2002 au Japon sur le label Avex Globe de la compagnie Avex, huit mois après le précédent single du groupe, Over the Rainbow / Inspired From Red & Blue (entre-temps est sorti son single Dreams From Above en collaboration avec Push). Il atteint la 8e place du classement des ventes de l'Oricon, et reste classé pendant huit semaines.
C'est le premier single du groupe avec le batteur et claviériste Yoshiki, ancien leader du groupe de rock X-Japan, dans le cadre du projet temporaire "Globe Extreme" en tant que quatuor. Il contient deux chansons, Seize the Light et Compass, ainsi que leurs versions instrumentales.
La chanson-titre, coécrite et composée par Yoshiki, est utilisée comme générique japonais de la série Dark Angel ; la version courte utilisée dans la série ("Dark Angel Version") figure sur la compilation du groupe 8 Years: Many Classic Moments qui sort le même jour que le single.
Les deux chansons figureront dans des versions remaniées sur le huitième album original du groupe, Level 4 qui sortira quatre mois plus tard, et seront remixées sur son album de remix Global Trance Best de 2003. La chanson-titre figurera aussi par la suite sur ses compilations Globe Decade de 2005 et Complete Best Vol.2 de 2007 ; elle sera reprise par Yoshiki dans une version symphonique ("Classic Version") sur son album Eternal Melody II de 2005.

## Liste des titres
| CD    | CD                                                   | CD                                            | CD    | CD | CD | CD | CD | CD | CD |
| No    | Titre                                                | Paroles / Musique et arrangements             | Durée |    |    |    |    |    |    |
| ----- | ---------------------------------------------------- | --------------------------------------------- | ----- | -- | -- | -- | -- | -- | -- |
| 1.    | Seize the Light (seize the light)                    | Yoshiki, Tetsuya Komuro (rap: Marc) / Yoshiki | 6:30  |    |    |    |    |    |    |
| 2.    | Compass (compass)                                    | Keiko (rap: Marc) / Tetsuya Komuro            | 5:32  |    |    |    |    |    |    |
| 3.    | Seize the Light (Instrumental) (seize the light ...) | (Version instrumentale)                       | 6:28  |    |    |    |    |    |    |
| 4.    | Compass (Instrumental) (compass ...)                 | (Version instrumentale)                       | 5:28  |    |    |    |    |    |    |
| 23:58 |                                                      |                                               |       |    |    |    |    |    |    |